# Traumatismo de riñón
Un traumatismo renal es cualquier lesión violenta ejercida sobre el riñón, tanto en humanos como en otros animales, por lo general, como resultado de un golpe contuso o una herida penetrante.
Los traumatismos del riñón ocupan cerca del 3% de las hospitalizaciones por trauma y está presente en aproximadamente 10% de los pacientes que sufren un traumatismo abdominal.  Sin embargo, 75% de los traumatismos renales se encuentran asociados con alguna otra forma de lesión abdominal.

## Clasificación
La lesión renal se suele clasificar usando los criterios de Moore:
- Grado I: contusión o hematoma que sobrepasan levemente la cápsula renal sin laceración del parénquima, asociado a hematuria macroscópica o microscópica.
- Grado II: hematoma perirrenal o laceración del parénquima con profundidad menor de 1 cm, sin extravasación de orina.
- Grado III: laceración del parénquima extendida más de 1 cm hacia la corteza, sin extravasación de orina.
- Grado IV: laceración profunda del parénquima renal que comprometen la corteza, la médula renal e interior del sistema colector. También puede presentarse laceración de un vaso sanguíneo; trombosis de una arteria renal segmentaria sin laceración del parénquima necesariamente, pero con la correspondiente isquemia de su territorio de irrigación sanguínea.
- Grado V: laceraciones mayores múltiples o estallido renal; desprendimiento de la arteria renal principal, vena renal o ambas o trombosis de la arteria renal principal.

Se consideran los grados I-II como traumatismos renales menores; los grados III-IV-V se consideran traumatismos mayores.

## Etiología
La lesión traumática del riñón es, con más frecuencia, el resultado de golpes violentos con objetos romos y contusos, por lo general asociados a accidentes automovilísticos, caídas y lesiones deportivas. Las lesiones penetrantes del riñón pueden también ser el resultado de disparos o heridas punzantes.

## Diagnóstico
Una lesión del riñón debe sospecharse en personas que presenten un antecedente reciente de lesión física, o que presenten con excoriaciones o abrasiones en el tórax, el abdomen o los flancos, así como en aquellos con exposición a sustancias potencialmente tóxicas o infecciones del tracto urinario superior. Los signos de hemorragia y shock a menudo están presentes en traumatismos mayores, incluyendo frecuencia cardíaca rápida y disminución de la tensión arterial. La lesión tóxica o por infección severa puede causar insuficiencia renal crónica o aguda.
El análisis de orina puede mostrar sangre o la presencia de sedimentos o cristales, los cuales indican inflamación o acumulaciones tóxicas de ácido úrico u otras substancias.
Un hemograma puede indicar sangrado, infección, o inflamación. Otros exámenes de sangre pueden revelar niveles tóxicos de substancias sospechosas. Los electrolitos en sangre pueden revelar incremento del potasio, urea o creatinina cuando hay falla renal o extravasación de orina moderada.
La urografía con contraste, tomografía abdominal o resonancia magnética abdominal pueden mostrar daños específicos al riñón. Otros exámenes usados por algunos especialistas incluyen la gammagrafía renal, la angiografía de la arteria o de la vena renal y el pielograma intravenoso. La ecografía ha sido utilizada, pero su sensibilidad en casos de la evaluación renal es muy baja en comparación con la tomografía.

## Tratamiento
En los casos de traumatismo renal contuso y seleccionados casos de traumatismo renal penetrante, el enfoque no-quirúrgico puede ser efectivo. La selección de los pacientes es el primer paso en el abordaje de una estrategia no-quirúrgica de una lesión renal. En un estudio, con predominio de daño renal por trauma contusa, se documentó que el 85% de los pacientes fueron tratados con éxito sin cirugía. En última instancia, la exclusión de una lesión concomitante puede ser el factor decisivo en el tratamiento no-quirúrgico de estos pacientes.
La estructura anatómica del riñón se presta para el manejo no-quirúrgico de un traumatismo renal. El riñón tiene un suministro de sangre arterial final con un patrón arterial segmentario que suministra irrigación al parénquima renal. Al ser sometido a la fuerza contundente que causa una laceración, la laceración tiende a ocurrir a través del parénquima. El hematoma resultante de una contusión renal puede lesionar el tejido renal, pero el patrón de irrigación arterial segmentaria del riñón hace que a menudo no sean lacerado muchos vasos sanguíneos. El espacio retroperitoneal cerrado en el que está envuelto el riñón también promueve el taponamiento de una hemorragia traumática. Finalmente, el riñón es productor del factor tisular, una molécula que activa la cascada de coagulación extrínseca, lo cual promueve la hemostasia después de una lesión. 

### Tratamiento quirúrgico
Los objetivos de una intervención invasiva del riñón, son el control de una hemorragia y la preservación del tejido renal. Un beneficio adicional de la terapia operativa es la capacidad para hacer frente a las lesiones concurrentes en el abdomen. Un estudio documentó que el 80% de los pacientes con insuficiencia renal por laceración tenía otras lesiones asociadas. En ese mismo estudio, el 47% de los pacientes con laceración renal tenía asociado una lesión que requería laparotomía inmediata.